# Revista Sudamericana de Botánica
Revista Sudamericana de Botánica (abreviado Revista Sudamer. Bot.) fue una revista científica con ilustraciones y descripciones botánicas que fue publicada en Montevideo y Berlín desde 1934 hasta 1956.